# جیمی کستر
جیمی کستر (انگلیسی: Jimmy Castor؛ ۲۳ ژانویهٔ ۱۹۴۰[n1] – ۱۶ ژانویهٔ ۲۰۱۲) یک موسیقی‌دان اهل ایالات متحده آمریکا بود.